# 哈恩島
哈恩島（英語：Hahn Island），是南極洲的島嶼，位於維多利亞地的斯科特海岸，處於迪斯卡弗里火山以北13公里的開特利茲冰川東岸，長2公里，現時由南極條約體系管理。